# Chignolo Po
Chignolo Po är en ort och kommun i provinsen Pavia i regionen Lombardiet i Italien. Kommunen hade 3 970 invånare (2018).